# Římskokatolická farnost Vracov
Římskokatolická farnost Vracov je územní společenství římských katolíků s farním kostelem svatého Vavřince v děkanátu Kyjov. 

## Historie farnosti
Založení kostela je přisuzováno uherské princezně a manželce krále Přemysla 
Otakara I., královně Konstancii. Jiří Kutchan (KUTCHAN, 1994) označuje za 
pravděpodobný vznik kostela rok 1240 a uvádí, že stavba souvisí s cisterciáckou 
stavební hutí působící v Tišnově či Velehradě a podobnost můžeme nalézt i v dolnorakouském Heiligenkreuzu, což dokládá šíření slohu velkých klášterních hutí.
O samostatné výstavbě je bohužel velmi málo informací.
Můžeme se domnívat, že v těchto letech se kostel nacházel v místě nynějšího 
presbyteria, které se jako jediné dochovalo. K presbyteriu je připojena obdélná neklenutá 
loď s plochým stropem, o jejímž vzniku je zmínka až v roce 1565, ale archeologická a slohová analýza tvrdí, že presbyterium i loď byly postaveny v 13. století a v roce 1565 byla loď přestavěna do dnešní podoby, přistavěla se renesanční 20 metrů vysoká věž a k ní se nechaly zhotovit dva zvony.
Dozvídáme se, že v 17. století bojovala vracovská fara s bzeneckou o osamostatnění, ke kterému došlo v roce 1684, kdy byl na místo faráře navržen ostrožský 
kaplan Jan Leopold Kopáč, čímž získal kostel na větším významu. Zápisy z roku 1691 dokládají, že měl kostel 3 oltáře. Kostel byl postupně vybavován drahými rouchy
a náčiním, o čemž vědělo široké okolí, proto byl roku 1722 vyloupen. O běžné kostelní 
potřeby se starali dva kostelníci, kterým se dostalo úlevy na robotě a jednalo se o čestnou 
funkci.
V první polovině 18. století byly klenby v lodi, věž a předsíň kaple za zapříčinění nového faráře Františka Občíra barokizovány, protože kostel trpěl na vlhkost a malé osvětlení. Byla postavena nová střecha a na místo malých gotických oken bylo zhotoveno 
6 velkých barokních oken. Tato barokní okna byla přidána i do gotického presbyteria. 
Součástí přestavby byla i úprava položení dlažby a zhotovení třetího zvonu. Stavbu prováděl Antonín Facek, tehdejší bzenecký zednický mistr. I po opravách se do kostela nevešlo více než 900 lidí, což bylo pro obyvatelstvo málo. Duchovní se ovšem místo o rozšíření prostorů starali o lepší vybavení interiéru, a tak měl kostel v roce 1769 již 5 oltářů.
Další přestavbu se podařilo zajistit až faráři Janu Zvěřinovi v letech 1767-1772, kdy získal mecenáše a z vybraných peněz nechal vystavět nový hlavní zděný oltář, dřevěný svatostánek, barokní kazatelnu a křtitelnici. Před kostel byla postavena socha sv. Jana Nepomuckého a o 11 let později k ní přibyla socha sv. Floriána jako ochrana proti ohni a vodě (požáru a záplavě). V roce 1774 byl kostel vydlážděn kvádrovými kameny, vybaven novými 
okny, byla opravena kostelní věž a vstupní dveře. K vybavení kostela přispěla také hraběnka Arnoštka Salmová, která koupila a kostelu věnovala velký oltářní obraz sv. 
Vavřince a varhany. Na farní půdě nechala vystavět prostorné budovy pro vracovskou faru.
V dalších letech se kostel jen udržoval a byly prováděny drobné udržovací opravy, byl pořízen nový hlavní oltářní obraz. V letech 1825 a 1850 byl kostel opět vyloupen a je nutná oprava všech tří oltářních obrazů. Zároveň jsou pořízena i nová okna a nové 
větší varhany, které byly vyrobeny tak, aby měly blíže k baroknímu typu varhan.
Za přispění občanů a města došlo okolo roku 1870 k výměně kostelních hodin na věži, k výměně již zastaralé barokní kazatelny a křtitelnice za novogotické výtvory ne zcela zdatného sochaře Václava Becka z Uherského Hradiště. Město dalo také ulít nový zvon na počest sv. Vavřince a na nově zřízený oltář byla umístěna Lurdská socha Panny Marie s Bernardou z Paříže.
Za první světové války byly zkonfiskovány všechny vracovské zvony a i polovina varhanních píšťal. V roce 1925 obec objednala nové zvony, které byly zaplaceny 
převážně ze zvonového fondu. Tentýž rok byly i vysvěceny a při druhé světové válce také 
zkonfiskovány. O deset let později byly do oken dosazeny vitráže a byla zbudována u bočního vchodu socha Pieata nad Božím hrobem od Josefa Hladíka. 
Jelikož prostory kostela byly stále nedostačující, mše se musely konat i před 
kostelem, bylo nakonec rozhodnuto o přístavbě, protože poválečná situace nedovolovala 
kostel zbořit a postavit nový. Velkou zásluhu na přístavbě měl farář Jaroslav Hlaváček. 
Přístavbou nebyla narušena žádná z jeho historických částí a byla provedena k západnímu 
průčelí. Kostel tedy po přístavbě měřil 30,76 metrů a byl schopen pojmout více lidí. 
Staré a umělecký cenné varhany byly nahrazeny malým provisoriem a starý barokní oltář byl nahrazen mramorovým na náklad anonymních mecenášů. Kostel postupně 
chátral, opadávala mu omítka a zatékalo do něj. Tento nepříznivý stav se změnil v roce 1967, kdy farář Josef Zimčík podal žádost na Památkový úřad v Brně, aby mohlo dojít k opravě kostela. Žádosti bylo vyhověno, začaly opravné práce a v roce 1969 se navrátily
i zvony do kostelní věže, které byly ulity z barevných kovů, domácího a hospodářského náčiní ve farní stodole pod dohledem zvonařského mistra Gabriela 
Knossa z Brna. Větší zvon byl věnován slovanským věrozvěstům, menší sv. Vavřinci.
V roce 1976 byly pořízeny ze sbírky farníků nové věžní hodiny s elektrickým pohonem a o dva roky později nové varhany a od této doby byly na kostele prováděny 
pouze údržbové opravy.
Ke kostelu dříve patřil i hřbitov, který byl přesunut. Na farní, volně přístupné, zahradě se nachází nová Křížová cesta z roku 2004, kterou tvoří 14 pískovcových křížů s vitrážemi od vracovského sochaře pana Jagoše.

## Duchovní správci
Datum zřízení vracovské farnosti není známo, před třicetiletou válkou je jen zmínka o jediném faráři jménem Jan Kostelius k roku 1617. Posloupnost vracovských duchovních správců je známa od roku 1684. Duchovním správcem od 30. července 2014 byl R. D. Mgr. Jan Liška (nejdříve jako administrátor, od ledna 2017 jako farář). Toho od července 2019 vystřídal jako farář R. D. Mgr. Josef Zelinka.

## Bohoslužby
| Kostel           | Místo  | Bohoslužba (den) | Hodina      | Poznámka     |
| ---------------- | ------ | ---------------- | ----------- | ------------ |
| svatého Vavřince | Vracov | neděle pátek     | 10:30 18.00 | farní kostel |

## Aktivity ve farnosti
Na území farnosti se pravidelně koná Tříkrálová sbírka. V roce 2016 se při ní vybralo 153 356 korun.
Farnost se pravidelně zapojuje do akce Noc kostelů. Při Noci kostelů v roce 2013 byla otevřena farní knihovna. Každoročně se koná farní ples.